# Balogh József (politikus, 1962)
Balogh József (Kecskemét, 1962. december 12. –) magyar politikus, kisgazda, fideszes, majd független országgyűlési képviselő (1998–), a tanyán élők képviselője.
1980-ban Kecskeméten mezőgazdasági gépszerelő szakvizsgát tett. 1985-ig a fülöpházi Zrínyi Miklós Mgtsz-ben dolgozott, majd 1990-ig Fülöpháza Községi Tanácsánál alkalmazták. Egy Fülöpháza melletti tanyán gazdálkodik, mezőgazdasági vállalkozó.

## Karrierje
1989 októberétől az FKGP tagja, majd 1993-tól a párt Bács-Kiskun megyei szervezetének alelnöke. Az 1990 őszi helyhatósági választásokon önkormányzati képviselő lett Fülöpházán. Az 1994-es országgyűlési választáson a kunszentmiklósi kerület kisgazda jelöltjeként indították, majd a decemberi önkormányzati választáson az FKGP listájáról a Bács-Kiskun Megyei Önkormányzat Közgyűlésében szerzett mandátumot. Az 1998-as országgyűlési választáson a kunszentmiklósi kerület (Bács-Kiskun, 4. vk.) képviselőjévé választották. 2001. május 24-én alapítója és alelnöke lett az FKGP-ből kivált Független Kisgazdák Demokratikus Szövetségének.
Az FKGP szétverése után a 2002-es választáson már a Fidesz színeiben (Fidesz-MDF közös jelöltként) a második fordulóban védte meg korábbi egyéni képviselői mandátumát. 2002 októberében bejutott a Bács-Kiskun megyei önkormányzatba, ahol a nemzeti és etnikai kisebbségi bizottság elnökeként dolgozott. 2003. június 28-án már a Fideszt erősítette, az Országos Választmány alelnökévé választották.
A 2006-os országgyűlési választáson a Fidesz-KDNP közös jelöltjeként Bács-Kiskun megye 4. számú választókerületében szerzett mandátumot. 2007. január 7-én létrehozta a Magyarországi Tanyákon Élők Egyesületét.
A 2010-es országgyűlési választáson (Fidesz-KDNP jelöltként) negyedszer is bejutott választókörzetéből.
2010 májusában kezdeményezésére alakult meg a Fidesz-frakció Tanyaügyi Munkacsoportja. Így Balogh a kunszentmiklósi választókörzet lakosainak túl a tanyákon élő több mint 300 ezer ember érdekeinek is képviselője lett.
2010. október 3-án Fülöpháza polgármesterévé választották. 2010. október 22-től a Kecskemét és Térsége Többcélú Társulás Pénzügyi és Költségvetési Bizottságának elnöke.
2013 áprilisában élettársa fiának esküvője után élettársa súlyos sérülésekkel került kórházba, az ügyben a Központi Nyomozó Főügyészség nyomoz ismeretlen tettes ellen, súlyos testi sértés gyanújával. 
A hatalmas felháborodást kiváltó eset miatt 2013. május 2-án kilépett a Fidesz frakciójából, de mandátumát nem adta vissza, függetlenként dolgozik tovább és párttagságát sem kívánja felfüggeszteni.
2013 novemberében beismerő vallomást tett.

## Magánélete
Öt gyermek édesapja, további egyet örökbefogadott. Elvált, 2004 óta élettársával él együtt.